# Табыньша
Табыньша — озеро в Увельском районе Челябинской области России.

## География
Озеро чистое, неглубокое, солёное.
Является местом остановки для чёрных лебедей во время миграции.
На берегу расположена деревня Малое Шумаково.
Координаты: 54°26’39"N 62°3’37"E

## Название
Название происходит от названия обитавшей в этих местах башкирской родовой группы табын, табынды, входившей в состав восточных башкир-табынцев, в прошлом расселенных в верховьях реки Урал и в Зауралье. Табын восходит к монгольскому слову «круг», «сбор», «круг людей».